# Кладоруб
Кла́доруб (болг. Кладоруб) — село у Видинській області Болгарії. Входить до складу общини Димово.

## Населення
За даними перепису населення 2011 року у селі проживали 43 особи, з них 41 особа (95,3%) — болгари.
Розподіл населення за віком у 2011 році:
Динаміка населення: